# Mecotes javana
Mecotes javana är en stekelart som beskrevs av Henry Keith Townes, Jr. 1971. Mecotes javana ingår i släktet Mecotes och familjen brokparasitsteklar. Inga underarter finns listade i Catalogue of Life.